# Carole Bellaïche
Carole Bellaïche, née le 9 juin 1964 à Paris, est une photographe française.

## Biographie
Carole Bellaïche, née à Paris en 1964, commence dès l'âge de treize ans à photographier ses camarades de classe,,. En 1978, elle rencontre Dominique Issermann, qui l'encourage dans sa vocation.
Très tôt elle photographie acteurs et actrices du cinéma français.
En 1992, elle travaille pour les Cahiers du cinéma où elle effectue durant une quinzaine d'années des portraits de cinéastes du monde entier, et y rencontre Isabelle Huppert, qui devient son « personnage principal »,,. 
Carole Bellaïche figure dans le Dictionnaire universel des créatrices.

## Distinctions
- Chevalière de l'ordre des Arts et des Lettres (2021)

## Expositions
- 1989 : Les Stars dans les musées, galerie Agathe Gaillard[3]
- 1992 : Enfance mois de la photo
- 1994 : Cahiers et Légendes du cinéma, Mois de la photo à Paris
- 1998 les amants à la Chambre Claire à Paris, Mois de la photo
- 2007 : La collezionista. Carole Bellaïche, fotografa ai Cahiers du cinéma, 140 clichés d'icônes du cinéma, 15 novembre 2007- 13 janvier 2008, Musée du Cinéma de Turin[3],[7]
- 2017 : Jeunes filles, 1978, Galerie Sit Down[2]
- 2019-2020 : Isabelle Huppert par Carole Bellaïche, du 15 novembre 2019 au 17 janvier 2020, Galerie XII, 14, rue des Jardins-Saint-Paul, Paris 4e[6]
- 2021 : Exposition à la Galerie Xii pour la sortie du livre 25 Boulevard Beaumarchais à partir du 18 novembre.

## Publications
- Entre jeunes filles, Carole Bellaïche, Alain Bergala, éd Yellow Now, coll. « Les carnets », 2017[3]
- Ces choses qui font battre le cœur, textes de Catherine Grive, photographies de Carole Bellaïche, Paris, Albin Michel, 2009[1]
- Isabelle Huppert, Carole Bellaïche, Alain Bergala, éditions de La Martinière, 2019, 192 p.[6]  (ISBN 9782732491585)
- 25 Boulevard Beaumarchais aux éditions Revelatoer en 2020  (ISBN 978-2493152008)
- Carnet entretien avec Fabien Ribery aux éditions Filigranes pour le "Champ des impossibles" en 2023.